# Colonia Alborada
Colonia Alborada är en ort i Mexiko.   Den ligger i kommunen Acapulco de Juárez och delstaten Guerrero, i den södra delen av landet, 290 km söder om huvudstaden Mexico City. Colonia Alborada ligger 26 meter över havet och antalet invånare är 1 018.
Terrängen runt Colonia Alborada är huvudsakligen kuperad, men åt sydost är den platt. Runt Colonia Alborada är det tätbefolkat, med 397 invånare per kvadratkilometer. Närmaste större samhälle är Acapulco, 7,9 km väster om Colonia Alborada. Omgivningarna runt Colonia Alborada är en mosaik av jordbruksmark och naturlig växtlighet.